# Apache FOP
Apache FOP（アパッチ・エフオーピー）は、組版のためのXMLに準拠したマークアップ言語であるXSL-FOの処理系の実装であり、Apache XML Graphics プロジェクトにより開発されている。
なお "FOP" は Formatting Objects Processor の頭字語である。
Apacheライセンスによるオープンソースのソフトウェアである。
FOPは、プログラミング言語Javaで実装されている。
FOPを使うことで、XSL-FOに準拠したXML文書をPDFファイルなどのファイル形式に変換したり、コンピュータの画面やプリンタに直接出力することができる。
バージョン 0.94 のソースコードは、以前の安定版バージョンである 0.20.5 から大幅なソースコードの書き直しが行われている。
Apache FOP の配布物には、XSLTの処理系である Apache Xalan が同梱されている。

## FOPで扱うことができるXSL-FO埋め込み画像形式
Apache FOP は、多くの形式の画像ファイルをXSL-FO文書に ( <fo:external-graphic> 要素を使うことにより) 埋め込んで扱うことができる。
Apache FOP が扱うことができる埋め込み画像の形式には次のようなものがある。
- SVG
- ビットマップ (BMP)
- PostScript (EPSを扱うことができる)
- JPEG
- いくつかの TIFF 形式

## FOPで可能な出力形式
Apache FOP は次の形式でXSL-FO文書を出力することができる。
- PDF (FOPでは最も良好な出力が得られる)
- プリンタへの直接出力
- コンピュータの画面への直接出力 (Java2D/AWT)
- PostScript
- PCL (Printer Command Language)
- AFP (Advanced Function Presentation)
- RTF
- テキストファイル
- XML (Area Tree XML)
- TIFF
- PNG
- MIF (Maker Interchange Format)
- SVG